# Дышекова, Заира Аслановна
Дышекова Заира Аслановна (род. 2 декабря 1996, Черкесск) — российский боец смешанного стиля (ММА), представитель легчайшей весовой категории.

## Биография
Заира Дышекова родилась 2 декабря в городе Черкесске в Карачаево-Черкесской республике.

### Любительская карьера
Несмотря на свой юный возраст Заира является обладателем многочисленных званий. В течение многих лет занималась прикладными единоборствами, такими как вольная борьба, самбо, кунг-фу, рукопашный бой. Является в этих дисциплинах многократным чемпионом Москвы и мира.
- 2-х кратный чемпион Москвы по Вольной борьбе;
- Серебряный призёр Чемпионата Москвы по самбо;
- Чемпионка России по Кунг-Фу;
- Серебряный призёр Чемпионата России по рукопашному бою;
- 3-х кратный Чемпион России по панкратиону;
- Чемпион мира по универсальному бою;
- Чемпион Мира по грепплингу;
- Чемпион Мира по панкратиону.

### Профессиональная карьера
Дебютировала в смешанных единоборствах на профессиональном уровне в январе 2015 года, на турнире европейской организации АСB (Absolute Championship Berkut), где приняла бой от польской спортсменки Изабелы Бадурек, который закончился для неё первым поражением.
Продолжила регулярно выступать в промоушене ACB, где одержала 2 победы над такими спортсменками, как Мариам Халилова и Илона Даурова. Решением судей получила поражение от спортсменки из Финляндии Евы Сиисконен. Свой крайний бой в организации провела против россиянки Яны Куницкой, где забрала победу в первом раунде используя прием рычаг локтя.
Далее выступала в таких организациях, как GTC и WBK, где так же одержала победу.

## Статистика в профессиональном ММА
| Боёв 7   | Побед 5 | Поражений 2 |
| -------- | ------- | ----------- |
| Нокаутом | 3       | 0           |
| Сдачей   | 2       | 1           |
| Решением | 0       | 1           |

| Результат | Рекорд | Соперник            | Способ                | Турнир | Дата            | Раунд | Время | Место          | Примечание |
| --------- | ------ | ------------------- | --------------------- | ------ | --------------- | ----- | ----- | -------------- | ---------- |
| Победа    | 5-2    | Анастасиа Николаева | Сдача (Рычаг локтя)   | GTC 03 | 10 марта 2018   | 1     | 4:20  | Москва, Россия |            |
| Победа    | 4-2    | Хуасчан Донг        | Сдача (Рычаг локтя)   | WBK 22 | 7 января 2017   | 1     | 3:35  | Москва, Россия |            |
| Победа    | 3-2    | Яна Куницкая        | Сдача (Рычаг локтя)   | ACB 32 | 26 марта 2016   | 1     | 3:38  | Сочи, Россия   |            |
| Поражение | 2-2    | Ева Сиисконен       | Решением (Раздельное) | ACB 24 | 24 октября 2016 | 5     | 5:00  | Чечня, Россия  |            |
| Победа    | 2-1    | Мариам Халилова     | Технический нокаут    | ACB 20 | 14 июня 2015    | 1     | 4:55  | Чечня, Россия  |            |
| Победа    | 1-1    | Илона Даурова       | Технический нокаут    | ACB 16 | 17 апреля 2015  | 2     | 4:08  | Чечня, Россия  |            |
| Поражение | 0-1    | Изабела Бадурек     | Сдача (Рычаг локтя)   | ACB 13 | 31 января 2015  | 1     | 2:22  | Чечня, Россия  |            |